# Dubai Tennis Championships 2001
Il Dubai Tennis Championships 2001 è stato un torneo di tennis giocato sulla cemento. 
È stata la 9ª edizione del Dubai Tennis Championships, 
che fa parte della categoria International Series Gold nell'ambito dell'ATP Tour 2001, 
e della Tier II nell'ambito del WTA Tour 2001.
Sia il torneo maschile che quello femminile si sono giocati al Dubai Tennis Stadium di Dubai negli Emirati Arabi Uniti,
dal 26 febbraio al 2 marzo.

## Campioni

### Singolare maschile
Juan Carlos Ferrero ha battuto in finale  Marat Safin che si è ritirato sul punteggio di 6–2, 3–1

### Singolare femminile
Martina Hingis ha battuto in finale  Nathalie Tauziat con il punteggio di 6–4, 6–4

### Doppio maschile
Joshua Eagle /  Sandon Stolle hanno battuto in finale  Daniel Nestor /  Nenad Zimonjić con il punteggio di 6–4, 6–4

### Doppio femminile
Yayuk Basuki /  Caroline Vis hanno battuto in finale  Åsa Svensson /  Karina Habšudová con il punteggio di 6–0, 4–6, 6–2